# Vuk Ćosić
Vuk Ćosić, slovenski spletni interaktivni umetnik, * 31. julij 1966, Beograd.
Znan je po projektih, ki uporabljajo splet za umetniške inštalacije, ASCII-umetnost, projektu Slovenija in drugih.